# 巴赫曼宁
巴赫曼宁是奥地利上奥地利州韦尔斯兰县的一个市镇。总面积7平方公里，总人口660人，人口密度94.3人/平方公里（2005年）。